# Verzug (Garnherstellung)

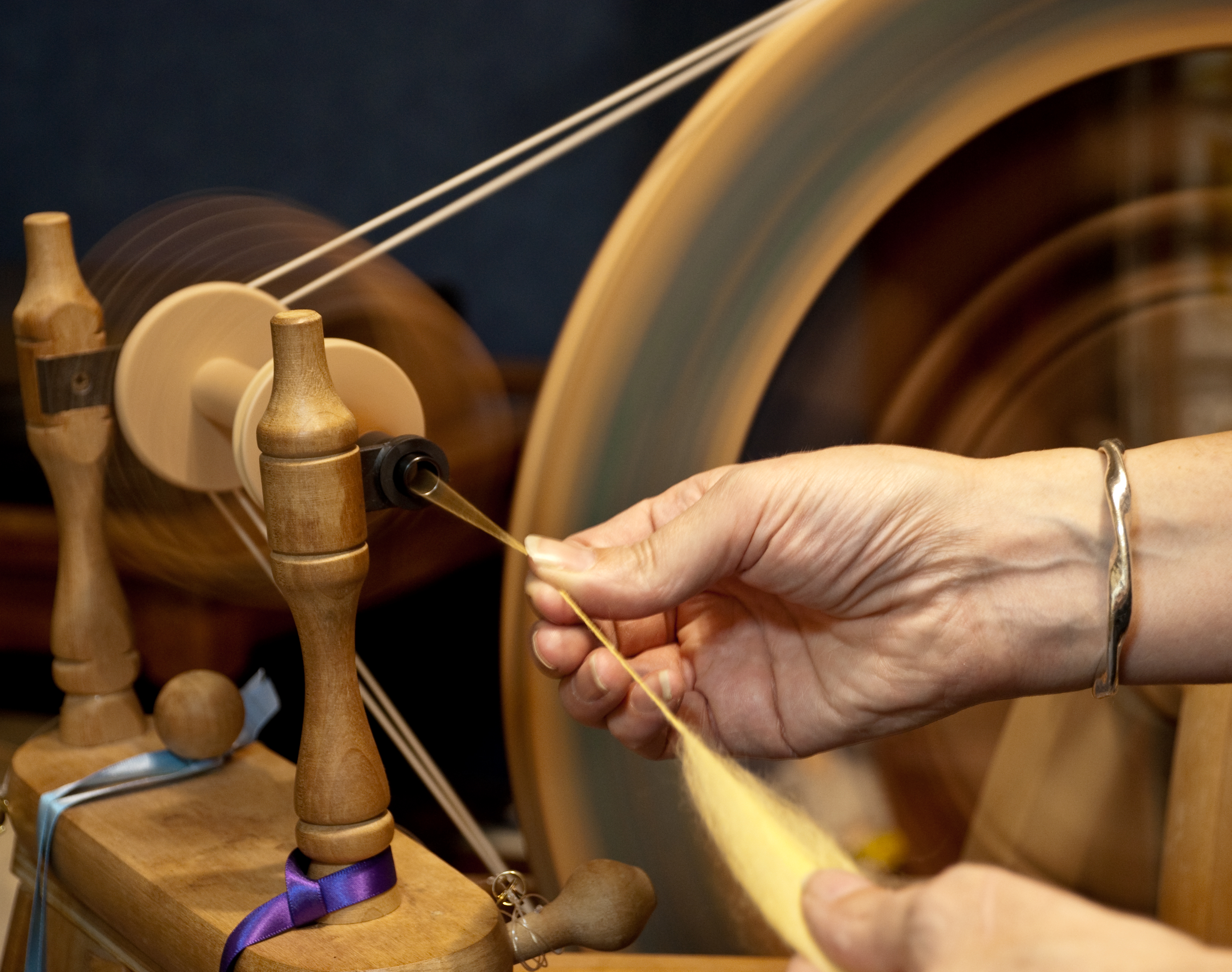
Manueller Verzug bei einem Spinnrad

Verzug ist das Auseinanderziehen der Fasern eines Faserbandes zu einem feineren Band. An den Spinnereimaschinen entsteht der Verzug zwischen zwei rotierenden Maschinenteilen, die mit unterschiedlicher  Umfangsgeschwindigkeit laufen.

## Walzenstreckwerk

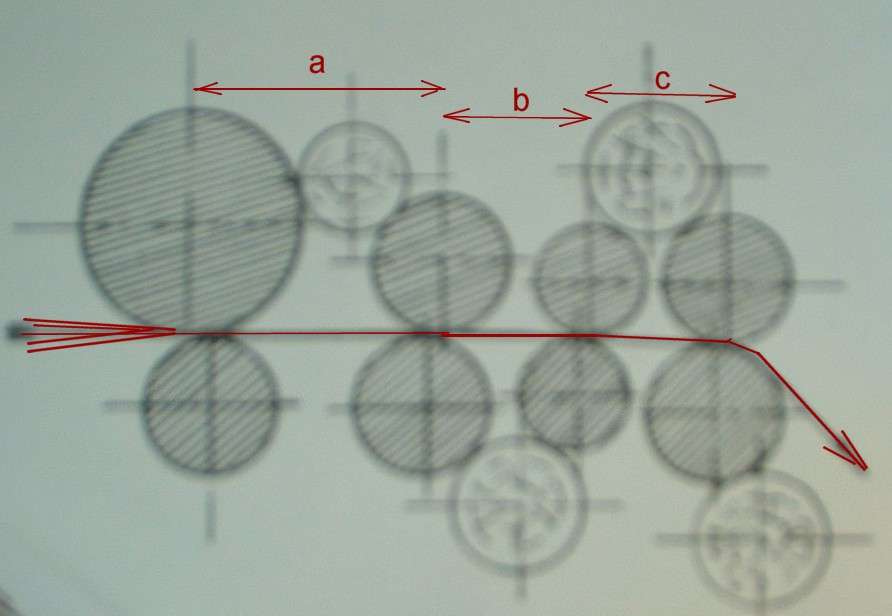
Vierwalzenstreckwerk

Prinzip: Zwei Walzenpaare, unten Metallzylinder, die obere Walze mit flexiblen Bezug und mit Druckfeder belastet. Die Klemmlinien der Walzenpaare sind voneinander weiter eingestellt als die längste Faser des verzogenen Bandes. 
Während das meiste Fasermaterial durch das langsamere Walzenpaar festgehalten wird, gelangt ein Teil der Fasern  zwischen die schnelleren Ablieferungswalzen. Diese schieben sie vorwärts und so entsteht eine dünnere Faserschicht.
Die Kapazität eines Streckwerks aus zwei Walzenpaaren ist begrenzt, denn mit zunehmender Differenz in den Umlaufgeschwindigkeiten beider Paare und in der Länge einzelner Fasern steigt die Ungleichmäßigkeit des abgelieferten Gespinstes. Um die Qualität des Faserbandes zu gewährleisten, konstruiert man die Streckwerke
- aus mehreren Walzenpaaren,  wobei der Gesamtverzug aus mehreren Teilverzügen besteht (wie auf der Skizze rechts: a x b x c)

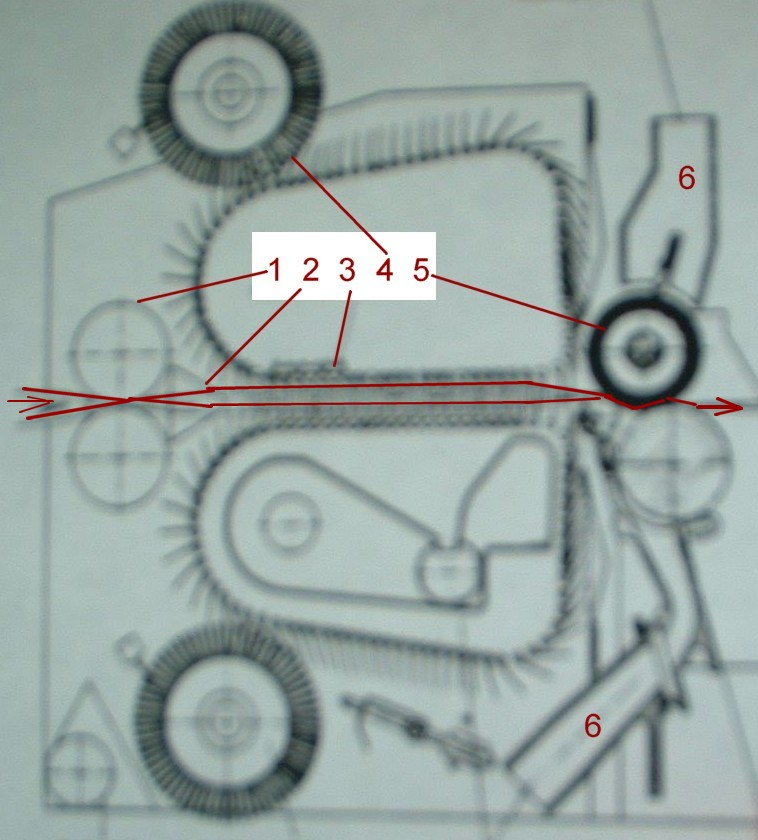
Streckwerk an einer Doppelnadelstabstrecke

- mit verschiedenen Hilfselementen,  zur Kontrolle der kurzen („schwimmenden“) Fasern im Verzugsfeld, zum Beispiel:

- Riemchen bei der Baumwollverspinnung (Gesamtverzug an der Ringspinnmaschine bis etwa 50fach) oder 
- Nadelstäbe im Streckwerk für Wolle und lange Fasern, wie auf der Zeichnung rechts unten dargestellt:
(1 – Zulieferwalzen, 2 – Verdichter, 3 – Spezialkette, 4 – Putzbürste, 5 – Ablieferung, 6 – Absaugung)
- mit kontinuierlicher elektronischer Kontrolle des Bandvolumens, verbunden mit Regulierung der Verzugshöhe

## Andere Arten der Verfeinerung des Faserbandes
Prinzip: Das Faserband wird in einzelne Fasern aufgelöst und dann nach einem bestimmten System in ein dünneres Band oder eine Lunte zusammengelegt. Die Verfeinerung des Faserbandes nennt man hier auch Verzug.
- Zum Beispiel eine Karde wird mit ca. 160 Millionen Baumwollfasern in der Minute gespeist (400 g/m). Aufgelöste Fasern werden dann auf der Oberfläche der Haupttrommel so ausgebreitet, dass etwa 10 Fasern auf  1 cm² festgehalten werden. Das Material wird dann in ein Band mit dem Gewicht von 5 g/m verdichtet. Der Gesamtverzug beträgt 400 : 5 = 80

- An den Rotorspinnmaschinen entsteht der Verzug auf eine ähnliche Weise. Das zugeführte Faserband (Feinheit: z. B. 4000 tex) wird aufgelöst und aus einzelnen Fasern entsteht in der Rille des Rotors eine dünne Lunte. Ist die Umfangsgeschwindigkeit des Rotors z. B. 200 × höher als die Bandlieferung, hat die Lunte eine Feinheit von (4000:200 =) 20 tex und die Maschine arbeitet mit einem Gesamtverzug von 4000 : 20 = 200.

Bei der Berechnung der Maschineneinstellung muss berücksichtigt werden, dass an Karden und Rotormaschinen ein Teil der Fasern während des Verzugs in den Abfall geht. Die Differenz der Geschwindigkeiten zwischen Zu- und Ablieferungswalze muss dementsprechend niedriger als die Verfeinerung des Faserbandes angesetzt werden (z. B. an der Karde bis zu 5 %).
- Den Verzug bei der Herstellung der Filamentgarne nennt man Verstreckung.